# Langenlebarn
Langenlebarn ist ein Ort innerhalb der Stadtgemeinde Tulln an der Donau in Niederösterreich. Der Ort besteht historisch aus zwei mittlerweile zusammengewachsenen Dörfern, Oberaigen und Unteraigen, die jeweils Ortschaften und Katastralgemeinden der Stadtgemeinde Tulln an der Donau im Bezirk Tulln sind.

## Geographie
Die beiden Dörfer liegen direkt am Donau-Südufer (Flusskilometer 1960), Oberaigen im Westen, Unteraigen im Osten, etwa fünf Kilometer östlich vom Ortszentrum Tulln. Langenlebarn umfasst um die 1.500 Gebäude mit 2523 Einwohnern, davon bei den Einwohnern etwa zwei Drittel in Oberaigen. Das geringe Verhältnis Wohnstellen zu Bewohnern liegt an den umfangreichen Zweitwohnsitzsiedlungen in den Donauauen:

In Langenlebarn-Oberaigen liegt die Wochenendsiedlung Erholungsgebiet Rafelswörth (flussaufwärts ⊙), zur Ortschaft Langenlebarn-Unteraigen gehören das Erholungsgebiet Sandfeld (flussabwärts, ⊙) und die Kaserne Fliegerhorst Brumowski im Süden.

Zu beiden Katastralgemeinden bzw. Ortschaften gehören auch Gebiete nördlich der Donau, hier liegt die Gemeindeau (⊙), die sich bis an die Schmida erstreckt.
Die Donauauen sind hier flussauf- und abwärts das Europaschutzgebiet Tullnerfelder Donau-Auen (FFH).

### Nachbarorte
| Zaina (Gem. Hausleiten, Bez. Korneuburg) | Schmida (Gem. Hausleiten, Bez. Korneuburg)  |                                               |
| Tulln a. d. D.                           | Kompassrose, die auf Nachbargemeinden zeigt | Muckendorf a. d. D. (Gem. Muckendorf-Wipfing) |
| Nitzing                                  |                                             | Königstetten (Gem. Königstetten)              |

### Klima
|                        | Jan  | Feb  | Mär  | Apr  | Mai  | Jun  | Jul  | Aug  | Sep  | Okt  | Nov  | Dez  |   |      |
| Mittl. Temperatur (°C) | −0,4 | 0,8  | 5,0  | 10,0 | 15,2 | 18,2 | 20,2 | 19,6 | 14,9 | 9,8  | 4,6  | 0,6  | ⌀ | 9,9  |
| Mittl. Tagesmax. (°C)  | 2,9  | 5,1  | 10,3 | 16,2 | 21,3 | 24,2 | 26,6 | 26,1 | 20,9 | 14,8 | 8,0  | 3,4  | ⌀ | 15   |
| Mittl. Tagesmin. (°C)  | −3,1 | −2,5 | 1,0  | 4,7  | 9,6  | 12,6 | 14,3 | 14,1 | 10,5 | 6,2  | 2,0  | −1,8 | ⌀ | 5,7  |
|                        |      |      |      |      |      |      |      |      |      |      |      |      |   |      |
| Niederschlag (mm)      | 29   | 31   | 44   | 47   | 76   | 88   | 89   | 81   | 66   | 39   | 43   | 39   | Σ | 672  |
|                        |      |      |      |      |      |      |      |      |      |      |      |      |   |      |
| Luftfeuchtigkeit (%)   | 72,8 | 65,6 | 56,6 | 50,7 | 52,1 | 53,9 | 52,0 | 51,7 | 56,7 | 63,2 | 72,7 | 76,8 | ⌀ | 60,4 |

| −3,1 |

| −2,5 |

| 1,0 |

| 4,7 |

| 9,6 |

| 12,6 |

| 14,3 |

| 14,1 |

| 10,5 |

| 6,2 |

| 2,0 |

| −1,8 |

| −3,1 |

| −2,5 |

| 1,0 |

| 4,7 |

| 9,6 |

| 12,6 |

| 14,3 |

| 14,1 |

| 10,5 |

| 6,2 |

| 2,0 |

| −1,8 |

## Geschichte

Langenlebarn Aufnahmeblatt der 3. Landesaufnahme um 1872 (Altarm nördlich Gemeinde-Au gut erkennbar)

Bei Langenlebarn finden sich Grabhügel der Hallstattkultur (Anfang 1. Jtsd. v. Chr.). Sie sind eingeebnet, es wurden aber reich ausgestattete Brandbestattungen gefunden (Doppelkegelhalsgefäß, Doppelstierkopfgefäß). Diese wurden als östliche Grenzmarken der Passauer Besitzungen 836 erwähnt. Langenlebarn selbst ist 1120 als Levarin („Hügel“) urkundlich ersterwähnt.
Dass auch Gebiete nördlich der Donau zum Ortsgebiet gehören, liegt daran, dass die alte Bezirks- und damit Gemeindegrenze ein Altarm der Donau ist, der heute den Mündungslauf der Schmida darstellt. Langenlebarn wurde 1928 zur Marktgemeinde erhoben, wurde aber 1972 zu Tulln eingemeindet. Zwischen 1966 und 1979 fand am heutigen Fliegerhorst Brumowski das Flugplatzrennen Tulln-Langenlebarn statt, an dem Rennsportgrößen wie Niki Lauda, Jochen Rindt oder Jack Brabham teilnahmen.
Seit 2002 gibt es die Südumfahrung Tulln, die auch für Langenlebarn eine enorme Entlastung vom Durchzugsverkehr brachte.

## Kultur und Sehenswürdigkeiten
- Katholische Pfarrkirche Langenlebarn hl. Helena
- Fliegerhorst Brumowski

## Wirtschaft und Infrastruktur
- Kaserne Fliegerhorst Leopold Figl mit Flugplatz General Pabisch (gegr. 1938)
- Betonwerk (gegr. 1962)
- Freiwillige Feuerwehr Langenlebarn mit Florahofsaal (Theaterverein)[5]

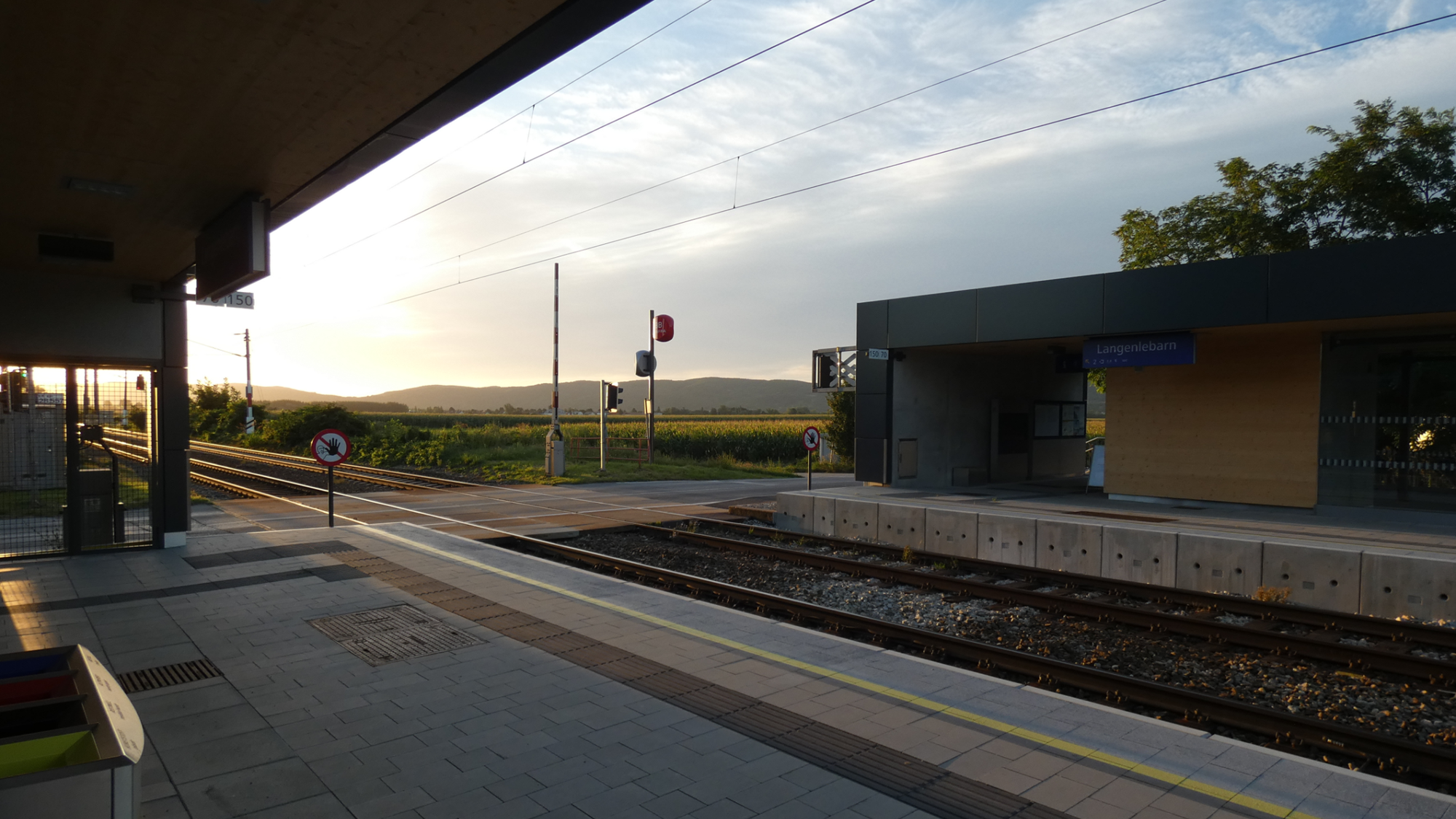
Bahnhaltestelle Langenlebarn an der Franz-Josefs-Bahn (nach dem Umbau)

### Verkehr
Durch Langenlebarn verläuft die B 14 Tullner Straße, die Franz-Josefs-Bahn passiert den Südteil der Ortschaft, an einer Eisenbahnkreuzung befindet sich die Bahnhaltestelle Langenlebarn. Dieser Haltepunkt wird ganztägig im Halbstundentakt von Zügen der Wiener S-Bahn bedient. Zusätzlich besitzt der Fliegerhorst Brumovski eine Anschlussbahn, welche derzeit jedoch kaum benutzt wird.

### Bildung
In Langenlebarn befindet sich ein Kindergarten und eine Volksschule. Ebenso befindet sich die Bundesfachschule für Flugtechnik BFS Langenlebarn am Fliegerhorst.